# Tamás Szamosi
Tamás Szamosi (ur. 24 listopada 1974 w Budapeszcie) – węgierski piłkarz występujący na pozycji obrońcy, reprezentant kraju, trener piłkarski.

## Życiorys
Wychowanek Honvédu, był członkiem drużyny, która w sezonie 1992/1993 zdobyła mistrzostwo Węgier, jednak nie zagrał wówczas żadnego meczu. W sezonie 1994/1995 grał na zasadzie wypożyczenia w Budafoki LC, występującym wówczas w NB II. Po zakończeniu sezonu przeszedł do III. Kerületi TVE, z którym awansował następnie do NB I. W najwyższej węgierskiej klasie rozgrywkowej Szamosi zadebiutował 10 sierpnia 1996 roku w przegranym 2:3 meczu z Újpestem. Jego klub zajął piętnaste miejsce w lidze i przegrał baraże o utrzymanie z Diósgyőri FC, a Szamosi zmienił pracodawcę, podpisując kontrakt z MTK. Z klubem tym Szamosi wywalczył mistrzostwo kraju w sezonie 1998/1999, a także dwukrotnie (1998 i 2000) Puchar Węgier. W 2001 roku został zawodnikiem Zalaegerszegi TE. 14 listopada zadebiutował w prowadzonej przez Imre Gelleia reprezentacji w wygranym 5:0 towarzyskim meczu z Macedonią. W sezonie 2001/2002 zdobył z klubem mistrzostwo kraju. W 2005 roku został piłkarzem cypryjskiej Nea Salaminy Famagusta, a w 2008 roku wrócił do Zalaegerszegi TE. Pod koniec sezonu 2008/2009 jego kontrakt z klubem został rozwiązany, ponieważ według trenera Jánosa Csanka Szamosi ze względu na swój wiek nie dysponował odpowiednią szybkością. Po tym wydarzeniu Węgier podpisał kontrakt z Pécsi MFC, gdzie pełnił także funkcję kapitana. W 2010 roku został piłkarzem Szigetszentmiklósi TK, a w połowie jesieni rozpoczął pełnienie obowiązków asystenta Pétera Várhidiego, a później Ferenca Horvátha. Pod koniec sezonu zaoferowano mu stanowisko asystenta na pełny etat, które Szamosi zaakceptował. Profesjonalną karierę zawodniczą zakończył w 2012 roku, pełniąc ponadto na przełomie września i października funkcję trenera tymczasowego. Następnie był asystentem Horvátha w prowadzonych przez niego klubach: Kecskeméti TE, Paksi FC, ETO FC Győr, Videotonie, Diósgyőri VTK, Balmaz Kamilla Gyógyfürdő, Szombathelyi Haladás i Honvédzie.

## Statystyki ligowe
| Sezon         | Klub                        | Liga                      | Mecze | Gole |
| ------------- | --------------------------- | ------------------------- | ----- | ---- |
| 1992/1993     | Kispest-Honvéd FC           | NB I                      | 0     | 0    |
| 1993/1994     | Kispest-Honvéd FC           | NB I                      | 0     | 0    |
| 1994/1995     | Budafoki LC                 | NB II                     | 28    | 1    |
| 1995/1996     | III. Kerületi TVE           | NB II                     | 26    | 2    |
| 1996/1997     | III. Kerületi TVE           | NB I                      | 33    | 2    |
| 1997/1998     | MTK Hungária FC             | NB I                      | 19    | 0    |
| 1998/1999     | MTK Hungária                | NB I                      | 31    | 0    |
| 1999/2000     | MTK Hungária                | NB I                      | 30    | 1    |
| 2000/2001     | MTK Hungária FC             | NB I                      | 31    | 0    |
| 2001/2002     | Zalahús Zalaegerszegi TE FC | NB I                      | 32    | 1    |
| 2002/2003     | Zalaegerszegi TE FC         | NB I                      | 27    | 0    |
| 2003/2004     | Zalaegerszegi TE FC         | NB I                      | 28    | 0    |
| 2004/2005 (j) | Zalaegerszegi TE FC         | NB I                      | 14    | 0    |
| 2004/2005 (w) | Nea Salamina Famagusta      | Protathlima A’ Kategorias | 14    | 0    |
| 2005/2006     | Nea Salamina Famagusta      | Protathlima A’ Kategorias | 22    | 2    |
| 2006/2007     | Nea Salamina Famagusta      | Protathlima A’ Kategorias | 23    | 1    |
| 2007/2008     | Nea Salamina Famagusta      | Protathlima A’ Kategorias | 14    | 0    |
| 2008/2009     | Zalaegerszegi TE FC         | NB I                      | 28    | 0    |
| 2009/2010     | Pécsi Mecsek FC             | NB II                     | 24    | 0    |
| 2010/2011     | Szigetszentmiklósi TK-Erima | NB II                     | 26    | 0    |
| 2011/2012     | Szigetszentmiklósi TK-Erima | NB II                     | 27    | 1    |
| 2012/2013 (j) | Szigetszentmiklósi TK-Erima | NB II                     | 6     | 0    |